# Wallasey
Wallasey este un oraș în comitatul Merseyside, regiunea North West, Anglia. Orașul se află în districtul metropolitan Wirral a cărui reședință este. 